# Lenkey Edit
Lenkey Edit névvariáns: Lenkei Edit (Budapest, 1925. február 7. – Miskolc, 1982. június 27.) magyar színésznő.

## Életpályája
Táncosként indult pályája. 1969-ben mondta az alábbiakat:

„Az én pályafutásom úgy kezdődött, ahogy azt a regényben kitalálják, de ezúttal igaz. Radnai Miklós, az Operaház egykori igazgatója a szó szoros értelmében az utcáról vitt be a balettbe. Ugyanis akkoriban az utcán szavaltam és tányéroztam. Sajnos, a balettdicsőség nem sokáig tartott. Egy kis baleset — és a táncnak örökre búcsút kellett mondanom. Kereskedelmi iskolába írattak be, én azonban titokban jelentkeztem a Színművészetire. Mégsem leszek olasz–magyar levelező — köszöntem rá anyámra, amikor felvettek. A főiskola után sokfelé játszottam, végül Egerbe kerültem, ahol először, kaptam a szerződéshez főbérleti lakást is. A két színház egyesítése révén kerültem Miskolcra.”

Az Országos Magyar Színművészeti Akadémián 1946-ban kapott színészi diplomát. 1947-től a Fővárosi Operettszínház szerződtette. 1950–től a győri Kisfaludy Színház társulatához tartozott. 1954-től a Békés Megyei Jókai Színház volt pályájának következő állomása. 1957-ben az egri Gárdonyi Géza Színház tagja lett. 1966-tól haláláig  a Miskolci Nemzeti Színház művésze volt. Színészi munkája mellett készített koreográfiákat is.

## Színházi szerepeiből
- Molière: Tartuffe... Pernelle asszony
- Molière: Fösvény... Fruzsina
- Federico García Lorca: Don Perlimplín és Belisa szerelme a kertben... Belisa anyja
- Anton Pavlovics Csehov: Sirály... Polina Andrejevna, Samrajev felesége
- Anton Pavlovics Csehov: Jubileum... Tatjana Alekszejevna
- Makszim Gorkij: Kispolgárok... Akulina Ivanovna
- George Bernard Shaw: Pygmalion... Mrs. Higgins
- Henrik Ibsen: Nóra... Lindéné
- Tennessee Williams: A vágy villamosa... Eunice
- Leonyid Zorin: A nagy karrier... Kátya Kuvikova, professzor
- Ivan Bukovčan: Struccok estélye... Blanka
- Petőfi Sándor: A helység kalapácsa... Amazontermészetű Márta
- Vörösmarty Mihály: Csongor és Tünde... Mirigy
- Csiky Gergely: Nagymama... Seraphine
- Bródy Sándor: A tanítónő... Hray Ida
- Molnár Ferenc: Olympia... Lina
- Molnár Ferenc: Doktor úr... Marosiné
- Németh László: Bodnárné... Bodnárné
- Sarkadi Imre: Ház a város mellett... Simonné, József anyja
- Tóth Miklós: Jegygyűrű a mellényzsebben... Ida
- Gyárfás Miklós: Kisasszonyok a magasban... Franciska, az érzékeny kisasszony
- Kertész Ákos: Névnap... Bözsi
- Méhes György Noé bárkája... Noémi, Noé felesége
- Gáspár Margit: Hamletnek nincs igaza... Kalotai Lili
- Kacsóh Pongrác: János vitéz... gonosz mostoha
- Dunai Ferenc: A nadrág... Radóné
- Abay Pál: Szeress belém!... Terus

## Koreográfiáiból
- Gárdonyi Géza – Emőd Tamás: Ida regénye
- Jacobi Viktor: Sybill
- Horváth Jenő: Tavaszi keringő
- Kálmán Imre: Marica grófnő

## Filmes és televíziós szerepei
- Tűzoltó utca 25. (1973)... Baba
- Boldogtalan kalap (1981)